# Harpactea asparuhi
Harpactea asparuhi là một loài nhện trong họ Dysderidae.
Loài này thuộc chi Harpactea. Harpactea asparuhi được miêu tả năm 2008 bởi Lazarov.